# Haplophthalmus rhinoceros
Haplophthalmus rhinoceros là một loài động vật giáp xác trong họ Trichoniscidae.